# 林生祥
林生祥（1971年11月25日—），是生於臺灣高雄美濃的獨立音樂創作人，並以其關懷鄉土的客語創作聞名。

## 生平

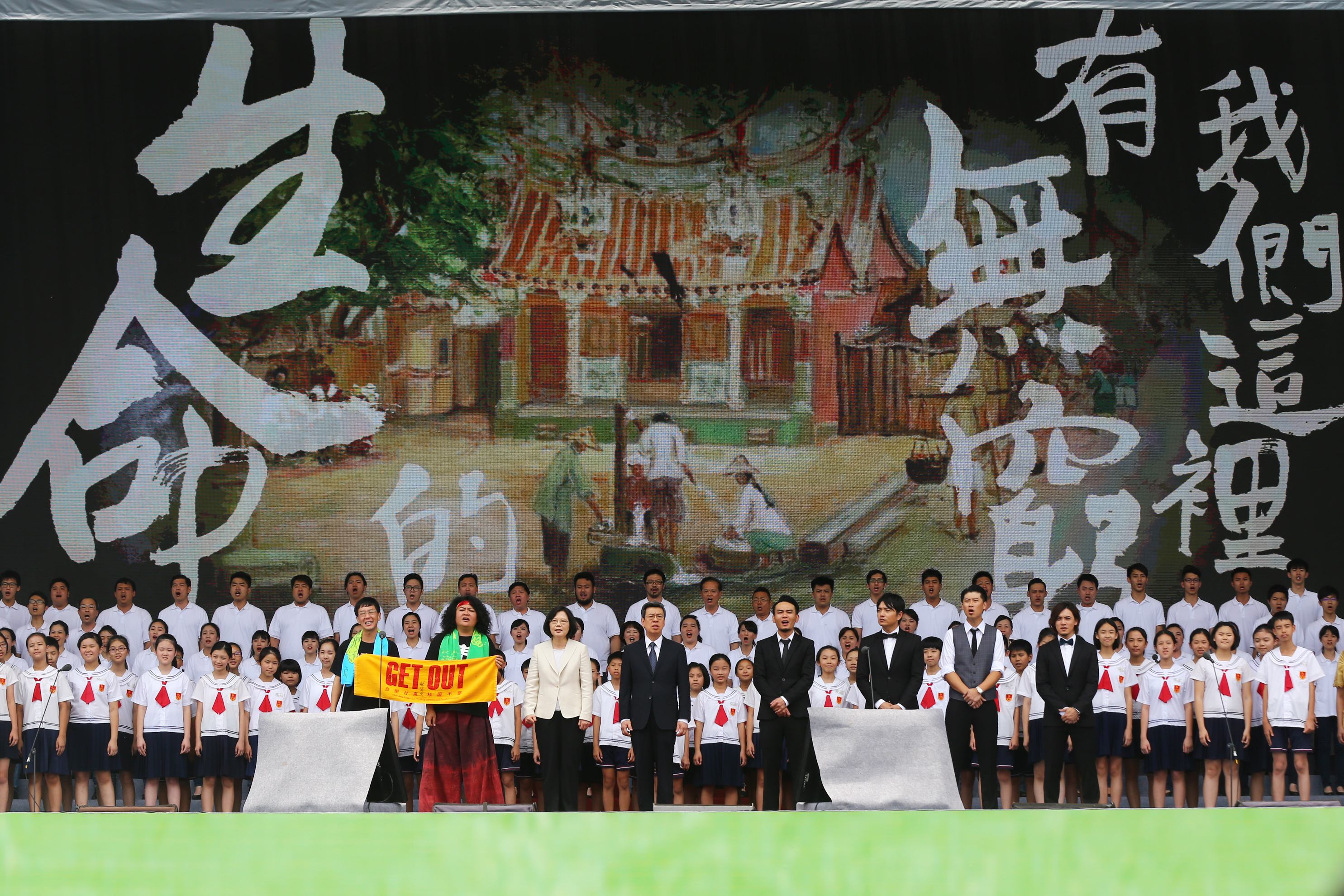
林生祥在2016年總統、副總統就職典禮中表演

林生祥畢業於臺南二中、淡江大學，在就讀大學期間創立觀子音樂坑並擔任吉他手兼主唱。返回美濃後，觀子音樂坑改組為交工樂隊，擔任吉他、月琴、三弦手兼主唱。交工樂隊解散後，為出版《臨暗》專輯組成生祥與瓦窯坑3樂團，擔任吉他手兼主唱。之後以人數不定型態的形式，擔任「生祥與樂團」吉他手、月琴手兼主唱，隨後更名生祥樂隊。
2003年交工樂隊解散後，林生祥繼續與筆手鍾永豐搭檔詞曲；自專輯《種樹》起，多與日本吉他手大竹研一起創作音樂。2010年春天經由大竹研的推薦，創作團隊加入貝斯手早川徹，自《大地書房》專輯起開始合作。2011年夏天在赴日本富士搖滾音樂祭表演前，打擊手吳政君加入。2012年7月因球友算筆畫，認為「生祥樂隊」大吉，因此團隊更名生祥樂隊。2012年開始委託造製琴師劉志偉製造六弦月琴、川畑完之（Kanaji Kawabaka）製作電月琴，量身訂作出一把獨有的月琴。
2015年錄製反空污概念雙專輯《圍庄》，包括「我庄三部曲」中的二部曲「圍庄」和三部曲「動身」，參與樂人包括大竹研、早川徹、福島紀明、吳政君、黃博裕。
圍庄概念雙唱片由於未獲得唱片公司投資，因此於2016年在網路平台上尋求募資。 《圍庄》雙專輯於2016年5月21日出版，並於2016年10月起進行校園巡迴，最終獲得金曲獎評審團獎。

2017年林生祥和王昭華合作，製作《大佛普拉斯》電影原聲帶，獲得金馬獎最佳原創電影歌曲、金曲獎最佳單曲製作人。

## 音樂作品

### 觀子音樂坑時期
- 過尋聊（1998年6月，林生祥、鍾成達、鍾成虎、陳冠宇）
- 游盪美麗島－觀子音樂坑98'來看土地巡迴演唱實錄（1998年8月，林生祥、鍾成達、鍾成虎、陳冠宇）

### 交工樂隊時期
- 我等就來唱山歌（1999年）
- 菊花夜行軍（2001年）

### 生祥與瓦窯坑3時期
- 臨暗（2004年，林生祥、鍾玉鳳、陸家駿、彭家熙）

### 生祥與樂團時期
- 種樹（2006年，林生祥、平安隆、大竹研）
- 野生（2009年，林生祥、大竹研）
- 大地書房（2010年，林生祥、大竹研、早川徹）

### 生祥樂隊時期
- 我（2013年5月出版，林生祥、大竹研、早川徹、吳政君）
- 圍（2016年5月出版，林生祥、大竹研、早川徹、吳政君、福島紀明、黃博裕）
- 圍演唱會現場錄音 [5]
- 野蓮出（2020年11月28、29日發片演唱會[6]）
- 菊花夜行軍15週年紀念演唱會 現場錄音精選
- 江湖卡夫卡（2022年10月8、9日發片演唱會）[7]
- 我三部曲演唱會 現場錄音精選（2021年4月16日錄音國家音樂廳精選）[8]
- 全新裝幀設計版《種樹》（2024年）

## 參與專輯/EP
- 鯨魚的歌聲：收錄《愛行奈去》
- 美麗之島，人之島 （页面存档备份，存于）：收錄交工樂隊《非核家園進行曲》
- 甜蜜的負荷：吳晟 詩．歌 （页面存档备份，存于）
- 登真：立委邱議瑩競選歌曲，未發行實體唱片
- 野來野去唱生趣：野來野去唱生趣 (CD+教學伴唱光碟) （页面存档备份，存于）
- 野來野去唱生趣2：野來野去唱生趣2 (CD+教學伴唱光碟) （页面存档备份，存于）
- 野來野去唱生趣3：野來野去唱生趣3 (CD+教學伴唱光碟) （页面存档备份，存于）
- 不核作：收錄《Formosa加油加油加油》臺灣獨立音樂反核輯 不核作(2CD) （页面存档备份，存于）林生祥反核歌 6歲女兒寫的 （页面存档备份，存于）
- 天空的眼睛：收錄《池上197》天空的眼睛 （页面存档备份，存于）賀！《天空的眼睛》榮獲2015年第14屆美國獨立音樂獎（IMA）「最佳傳統世界音樂（World Traditional）」大獎！
- x+y係幾多 （页面存档备份，存于）：為返鄉製作青少年客語專輯系列的首張專輯，和青少年合作演唱，推出後廣受好評
- 笑笑仔世界：作家甘耀明《喪禮上的故事》內容發想成10首客語兒歌 （页面存档备份，存于）
- 《大佛普拉斯》電影原聲帶：2017年5月出版，林生祥、早川徹、大竹研、樹葉(廖柏鈞)、吳政君演奏製作大佛普拉斯專輯資料 （页面存档备份，存于）
- 青春个該兜事：為返鄉製作青少年客語專輯系列的第二張專輯
- 係毋係罅擺：為返鄉製作青少年客語專輯系列的第三張專輯
- 頭擺頭擺[9]：收錄野來野去唱生趣1~3輯中的林生祥創作童謠、Formosa加油加油加油（原收錄於《不核作》），新收錄119（為高雄市消防局創作）[10]、美濃廣興國小校歌[11]。2018/6/1發行。
- Edamame毛豆之歌：受邀創作Edamame毛豆之歌。有數位上架。限量壓製EP作為毛豆同業流通，實體EP沒有商業發行。[12]
- 對面烏單曲：拓扑檔案發行對面烏 （页面存档备份，存于）單曲。

## 配樂作品
- 電視電影《唱歌給你聽》原聲帶
- 紀錄片《黃金蝙蝠》[13]
- 紀錄片《男人與他的海》
- 電影《大佛普拉斯》[14]
- 電影《陽光普照》[15][16]
- 公視戲劇「寒夜續曲」片尾曲《片尾曲Ⅰ》、《細妹你看》：收錄於專輯「臨暗」。[17]
- 公視節目「台灣百年人物誌」片頭曲《台灣百年人物誌》（交工樂隊）[18]
- 公視節目「探索新美台灣」主題曲《再思想起》
- 公視短片「豐彩臺灣」：台灣紅、台灣青、台灣金
- 公視短片「畫我台灣」：畫我台灣-陳澄波的淡水印象、廖繼春的河海風光、李梅樹的三峽情懷、顏水龍的蘭嶼所見、陳進的三地門社之女、郭雪湖的南街殷賑
- 客家電視台戲劇「菸田少年」片頭曲《菸田少年》、片尾曲《毋好噭》
- 客家電視台戲劇「大將徐傍興」片尾曲《徐傍興平板》
- 客家電視台「西拉雅追鷹人」客語配音：生態攝影師萬俊的紀錄片，內容為台南新化大目降的「大冠鷲家族」與「綠谷西拉雅家族」的故事。
- 電玩「神之鄉」：北管配樂

## 獎項紀錄

### 音樂獎項
| 年份 | 屆次             | 專輯                     | 獎項                              | 入圍                                       | 結果 |
| ---- | ---------------- | ------------------------ | --------------------------------- | ------------------------------------------ | ---- |
| 2000 | 第11屆金曲獎     | 《我等就來唱山歌》       | 最佳作曲人獎                      | 林生祥〈我等就來唱山歌〉《我等就來唱山歌》 | 獲獎 |
| 2000 | 第11屆金曲獎     | 《我等就來唱山歌》       | 最佳作詞人獎                      | 鍾永豐〈我等就來唱山歌〉《我等就來唱山歌》 | 提名 |
| 2000 | 第11屆金曲獎     | 《我等就來唱山歌》       | 最佳專輯製作人獎                  | 鍾永豐、林生祥、陳冠宇《我等就來唱山歌》   | 獲獎 |
| 2000 | 第11屆金曲獎     | 《我等就來唱山歌》       | [非流行音樂類] 最佳民族樂曲專輯獎 | 《我等就來唱山歌》                         | 提名 |
| 2002 | 第13屆金曲獎     | 《菊花夜行軍》           | 最佳樂團獎                        | 交工樂隊《菊花夜行軍》                     | 獲獎 |
| 2005 | 第16屆金曲獎     | 《臨暗》                 | 最佳客語專輯獎                    | 《臨暗》                                   | 獲獎 |
| 2005 | 第16屆金曲獎     | 《臨暗》                 | 最佳作曲人獎                      | 林生祥〈臨暗〉                             | 提名 |
| 2005 | 第16屆金曲獎     | 《臨暗》                 | 最佳作詞人獎                      | 鍾永豐〈臨暗〉                             | 獲獎 |
| 2005 | 第16屆金曲獎     | 《臨暗》                 | 最佳作詞人獎                      | 鍾永豐、林生祥〈細妹，汝看〉               | 提名 |
| 2005 | 第16屆金曲獎     | 《臨暗》                 | 最佳編曲人獎                      | 林生祥、彭家熙、陸家駿、鍾玉鳳〈頭路〉     | 提名 |
| 2005 | 第16屆金曲獎     | 《臨暗》                 | 最佳專輯製作人獎                  | 林生祥、鍾永豐、鍾適芳《臨暗》             | 提名 |
| 2005 | 第16屆金曲獎     | 《臨暗》                 | 最佳樂團獎                        | 生祥與瓦窯坑3《臨暗》                      | 獲獎 |
| 2007 | 第18屆金曲獎     | 《種樹》                 | 最佳客語專輯獎                    | 《種樹》                                   | 獲獎 |
| 2007 | 第18屆金曲獎     | 《種樹》                 | 最佳客語歌手獎                    | 《種樹》                                   | 獲獎 |
| 2007 | 第18屆金曲獎     | 《種樹》                 | 最佳年度歌曲獎                    | 〈種樹〉                                   | 提名 |
| 2007 | 第18屆金曲獎     | 《種樹》                 | 最佳作曲人獎                      | 〈種樹〉                                   | 提名 |
| 2007 | 第18屆金曲獎     | 《種樹》                 | 最佳作詞人獎                      | 鍾永豐〈種樹〉                             | 獲獎 |
| 2007 | 第18屆金曲獎     | 《種樹》                 | 最佳專輯製作人獎                  | 林生祥、鍾永豐、鍾適芳《種樹》             | 提名 |
| 2010 | 第21屆金曲獎     | 《野生》                 | 最佳專輯包裝獎                    | 羅文岑、王亮《野生》                       | 提名 |
| 2010 | 第1屆金音創作獎  | 《野生》                 | 最佳創作歌手獎                    | 《野生》                                   | 提名 |
| 2010 | 第1屆金音創作獎  | 《野生》                 | 最佳民謠專輯獎                    | 《野生》                                   | 獲獎 |
| 2010 | 第1屆金音創作獎  | 《野生》                 | 最佳樂手獎                        | 林生祥/吉他                                | 提名 |
| 2010 | 第1屆金音創作獎  | 《野生》                 | 最佳民謠單曲獎                    | 〈南方〉                                   | 提名 |
| 2011 | 第2屆金音獎      | 《大地書房》             | 最佳專輯獎                        | 《大地書房》                               | 獲獎 |
| 2011 | 第2屆金音獎      | 《大地書房》             | 最佳創作歌手獎                    | 《大地書房》                               | 獲獎 |
| 2011 | 第2屆金音獎      | 《大地書房》             | 最佳民謠專輯獎                    | 《大地書房》                               | 獲獎 |
| 2011 | 第2屆金音獎      | 《大地書房》             | 最佳樂手獎                        | 林生祥/月琴、吉他                          | 提名 |
| 2011 | 第22屆金曲獎     | 《大地書房》             | 最佳專輯包裝獎                    | 羅文岑《大地書房》                         | 提名 |
| 2013 | 第4屆金音獎      | 《我》                   | 最佳專輯獎                        | 《我》                                     | 獲獎 |
| 2013 | 第4屆金音獎      | 《我》                   | 最佳創作歌手獎                    | 《我》                                     | 提名 |
| 2013 | 第4屆金音獎      | 《我》                   | 最佳搖滾專輯獎                    | 《我》                                     | 提名 |
| 2013 | 第4屆金音獎      | 《我》                   | 評審團獎                          | 《我》                                     | 獲獎 |
| 2013 | 第4屆金音獎      | 《我》                   | 最佳樂手獎                        | 林生祥/六弦月琴                            | 獲獎 |
| 2013 | 第4屆金音獎      | 《我》                   | 最佳搖滾單曲獎                    | 〈草〉                                     | 提名 |
| 2014 | 第25屆金曲獎     | 《我》                   | 最佳作詞人獎                      | 鍾永豐〈我〉                               | 提名 |
| 2014 | 第25屆金曲獎     | 《我》                   | 最佳專輯包裝獎                    | 羅文岑《我》                               | 提名 |
| 2016 | 第7屆金音獎      | 《圍》                   | 最佳專輯獎                        | 《圍》                                     | 獲獎 |
| 2016 | 第7屆金音獎      | 《圍》                   | 最佳創作歌手獎                    | 《圍》                                     | 提名 |
| 2016 | 第7屆金音獎      | 《圍》                   | 最佳搖滾專輯獎                    | 《圍》                                     | 提名 |
| 2016 | 第7屆金音獎      | 《圍》                   | 評審團獎                          | 《圍》                                     | 獲獎 |
| 2016 | 第7屆金音獎      | 《圍》                   | 最佳樂手獎                        | 大竹研/吉他                                | 提名 |
| 2016 | 第7屆金音獎      | 《圍》                   | 最佳搖滾單曲獎                    | 〈拜請保生大帝〉                           | 提名 |
| 2016 | 第7屆金音獎      | 《圍》                   | 最佳民謠單曲獎                    | 〈南風〉                                   | 獲獎 |
| 2017 | 第28屆金曲獎     | 《圍》                   | 年度專輯獎                        | 《圍》                                     | 提名 |
| 2017 | 第28屆金曲獎     | 《圍》                   | 評審團獎                          | 《圍》                                     | 獲獎 |
| 2017 | 第28屆金曲獎     | 《圍》                   | 最佳專輯裝幀設計獎                | 羅文岑《圍》                               | 提名 |
| 2018 | 第29屆金曲獎     | 《大佛普拉斯的電影配樂》 | 年度歌曲獎                        | 〈有無〉                                   | 提名 |
| 2018 | 第29屆金曲獎     | 《大佛普拉斯的電影配樂》 | 最佳作詞人獎                      | 〈有無〉                                   | 提名 |
| 2018 | 第29屆金曲獎     | 《大佛普拉斯的電影配樂》 | 最佳單曲製作人獎                  | 〈有無〉                                   | 獲獎 |
| 2020 | 第31屆金曲獎     | 《陽光普照電影原聲帶》   | 年度歌曲獎                        | 〈遠行〉                                   | 提名 |
| 2020 | 第31屆金曲獎     | 《陽光普照電影原聲帶》   | 最佳作曲人獎                      | 〈遠行〉                                   | 提名 |
| 2021 | 第32屆金曲獎     | 《野蓮出》               | 最佳樂團獎                        | 生祥樂隊《野蓮出》                         | 提名 |
| 2021 | 第32屆金曲獎     | 《野蓮出》               | 最佳專輯裝幀設計獎                | 羅文岑《野蓮出》                           | 提名 |
| 2021 | 第12屆金音創作獎 | 《野蓮出》               | 最佳民謠專輯獎                    | 《野蓮出》                                 | 提名 |
| 2021 | 第12屆金音創作獎 | 《野蓮出》               | 最佳民謠歌曲獎                    | 《豆腐牯》                                 | 提名 |
| 2023 | 第34屆金曲獎     | 《江湖卡夫卡》           | 最佳樂團獎                        | 生祥樂隊《江湖卡夫卡》                     | 提名 |
| 2023 | 第34屆金曲獎     | 《江湖卡夫卡》           | 最佳專輯裝幀設計獎                | 吳佳璘《江湖卡夫卡》                       | 提名 |

其他獎項
- 2014年入圍華語金曲獎年度最佳民謠藝人、年度最佳其他方言專輯（《我庄》）、年度最佳客語歌曲（讀書/《我庄》）[19]。

- 2017年8月以《圍庄》雙CD獲得第17届華語音樂傳媒音樂大獎公開獎最佳樂隊（生祥樂隊《圍庄》）、最佳專輯設計（羅文岑《圍庄》）。[20]

### 影視獎項
| 年份 | 屆次             | 電影                      | 獎項             | 入圍                      | 結果 |
| ---- | ---------------- | ------------------------- | ---------------- | ------------------------- | ---- |
| 2017 | 第19屆台北電影節 | 《大佛普拉斯》            | 最佳配樂         | 《大佛普拉斯》            | 獲獎 |
| 2017 | 第54屆金馬獎     | 《大佛普拉斯》            | 最佳原創電影音樂 | 《大佛普拉斯》            | 獲獎 |
| 2017 | 第54屆金馬獎     | 《大佛普拉斯》            | 最佳原創電影歌曲 | 〈有無〉                  | 獲獎 |
| 2019 | 第56屆金馬獎     | 《陽光普照》              | 最佳原創電影歌曲 | 〈遠行〉                  | 提名 |
| 2020 | 2020年臺北電影獎 | 《男人與他的海》          | 最佳配樂         | 《男人與他的海》          | 提名 |
| 2024 | 第59屆金鐘獎     | 《客家電影院─唱歌給你聽》 | 戲劇配樂獎       | 《客家電影院─唱歌給你聽》 | 提名 |

## 公民參與
2013年8月14日，林生祥與導演柯一正、作家馮光遠、環保法律人文魯彬、作家南方朔、國立清華大學榮譽退休教授彭明輝等發起「憲法133實踐聯盟」，推動罷免「曲從馬意、違反民意」的立法委員，以促進臺灣民主深化，讓代議士知道民主不是只有4年1次的選舉，罷免更不是只寫在《憲法》第17條與第133條的空話。聯盟發表「公民罷免運動聲明」，但因罷免總統門檻太高，將發動從各選舉區罷免馬系立委下手。

## 軼事
- 2007年，林生祥獲得金曲獎最佳客語專輯、歌手兩項獎項。不料他在臺上拒領以語言分類的二項獎項，認為音樂獎項應以類型分類、不應以語言分類。金曲獎舉辦以來首次有人拒領獎項，引起社會討論。[26][27]，其後並將獎金捐贈給美濃自發性的種樹團隊、美濃的社區報、有機農業雜誌和為臺灣國內農業聲援的白米炸彈客楊儒門[28]。2010年後，林生祥不再報名金曲獎語言類獎項。2017年，金曲獎設立不分語言的年度專輯獎，可說試圖跨越語言藩籬的嘗試。

- 2016年5月23日，國民黨立委黃昭順質詢客委會主委李永得時，問及總統就職典禮上表演歌手「就客家林生是不是？」李永得回：「林生祥」，不料黃昭順竟聽成「鈴聲響」，還接著回答「鈴聲響嘛？客家鈴聲響嘛，這個歌曲是滿出名的。」[29][30] 事後黃昭順公開在facebook上道歉，表示「對林生祥先生這樣一位充滿才華與理念的音樂人感到抱歉。」[31]而林生祥也在facebook公開回應表示「謝謝黃委員，我真的不在意，也不覺得一定得認識我的名字或者是音樂，這不是什麼大事，我從來就不那麼在乎是不是名人這件事情。」，並邀請黃昭順參加6月25日生祥樂隊在高雄駁二月光劇場的演唱會。「關於空氣污染的問題應該不分藍綠，每一位立法委員都應該來關注這個議題，因為全臺灣只剩下臺東的空氣合格。」而這場演唱會的盈餘將捐給長期關注空污議題的環保團體。[32]因此而出現新的外號「鈴聲響」（發音近似林生祥）。

## 外部連結
- 大大樹音樂圖像，生祥與樂團 （页面存档备份，存于）（繁體中文）
- 林生祥粉絲的Facebook專頁
- 生祥樂隊粉絲的Facebook專頁
- 林生祥在互联网电影资料库（IMDb）上的資料（英文）
- 林生祥在台灣電影網上的資料（繁體中文）